# Lise Ringheim
Lise Ringheim, född 15 maj 1926 i Frederiksberg, död 25 september 1994 i Frederiksberg, var en dansk skådespelare och sångare. 

## Biografi
Ringheim var dotter till skådespelaren Arvid Ringheim och syster till skådespelaren Gudrun Ringheim.  
Hon debuterade 16 år gammal som jazzsångerska, bland annat hos Svend Asmussen, och var på turnéer i Sverige och Tyskland fram till 1948, då hon beslutade sig för att bli skådespelare. Hon studerade vid Det Kongelige Teaters elevskole 1948–1950, efter studierna engagerades hon vid teatern och arbetade där med undantag av perioden 1975–1980 fram till pensionen. 
Lise Ringheim var gift 1950–1953 med skådespelaren och filmregissören Hans-Henrik Krause (1918–2002). Hon var från 1971 till sin död gift med skådespelaren Henning Moritzen (1928–2012).

## Filmografi i urval
- 1943 – Ebberöds bank
- 1953 – Vi som går köksvägen
- 1962 – Den kära familjen
- 1982 – Pengarna eller livet
- 1988 – Himmel och helvete
- 1993 – Drömmen om Rita

## Utmärkelser
- Bodilpriset för bästa kvinnliga huvudroll, för Fridhetskämpar,  1961[3]
- Riddare av Dannebrogorden,  1966[4]
- Tagea Brandts rejselegat for kvinder,  1967[4]
- Henkelpriset,  1978[5]
- Olaf Poulsens Mindelegat,  1983

[Redigera Wikidata]